# 美蔷薇
美蔷薇（学名：Rosa bella）为蔷薇科蔷薇属下的一个种。

## 扩展阅读
- 維基物種上的相關：美蔷薇